# كاثرين غودسون
كاثرين غودسون (بالإنجليزية: Katharine Goodson) هي عازفة بيانو بريطانية (18 يونيو 1872 – 14 أبريل 1958).
ولدت جودسون في واتفورد، ودرست العزف على البيانو في الأكاديمية الملكية للموسيقى في لندن، كما عملت مع تيودور ليشيتسكي في فيينا. أدت عزفها الأول في لندن في 16 يناير 1897. وتبعتها بجولات في أوروبا وضعتها في الصف الأول من عازفات البيانو البريطانيات في تلك الحقبة. ظهرت لأول مرة في أمريكا في 18 يناير 1907، وظهرت كعازفة منفردة مع أوركسترا بوسطن في حفل غنائي في دار الأوركسترا.
توفيت جودسون في لندن في عام 1958.